# Cannutia Crescentina
Cannutia Crescentina war eine Vestalin, die im Jahr 212 oder zu Beginn des Jahres 213 mit drei weiteren Priesterinnen von Kaiser Caracalla in seiner Funktion als pontifex maximus wegen angeblicher Unkeuschheit (crimen incesti) zum Tode verurteilt wurde.
Cassius Dio, der ein zeitgenössischer Kritiker des Caracalla war, äußerte die Vermutung, dass es sich bei der Anklage um eine Schutzbehauptung des Kaisers handelte. Der römische Senator und Schriftsteller war der Überzeugung, dass der pontifex maximus, der als oberster Priester freien Zugang zum Haus der Vestalinnen hatte, sich selbst an der Vestalin Clodia Laeta vergangen hatte. Vermutlich wurden die Priesterinnen Aurelia Severa, Pomponia Rufina und Cannutia Crescentina auf den Vorgang aufmerksam, so dass sie als mögliche Belastungszeugen beseitigt werden mussten.
Cannutia Crescentina entzog sich der klassischen Hinrichtungsart für unkeusche Vestalinnen – lebendig begraben zu werden – durch Suizid, indem sie sich von einem Hausdach in den Tod stürzte.